# IZair
IZair (Izmir Hava Yolları) — колишня турецька авіакомпанія зі штаб-квартирою в аеропорту Ізмір в селищі Газіемір Вона виконує регулярні та чартерні міжнародні та внутрішні авіаперевезення.
У листопаді 2018 року було оголошено, що IZair буде об'єднано з авіакомпанією Pegasus Airlines до кінця 2018 року.
Всі польоти IZair виконуються від імені авіакомпанії Pegasus Airlines.

## Історія
Авіакомпанія була заснована у квітні 2005 року як Izmir Hava Yolları групою бізнесменів з Ізміра. Вона почала перевезення 14 червня 2006 року.

## Флот

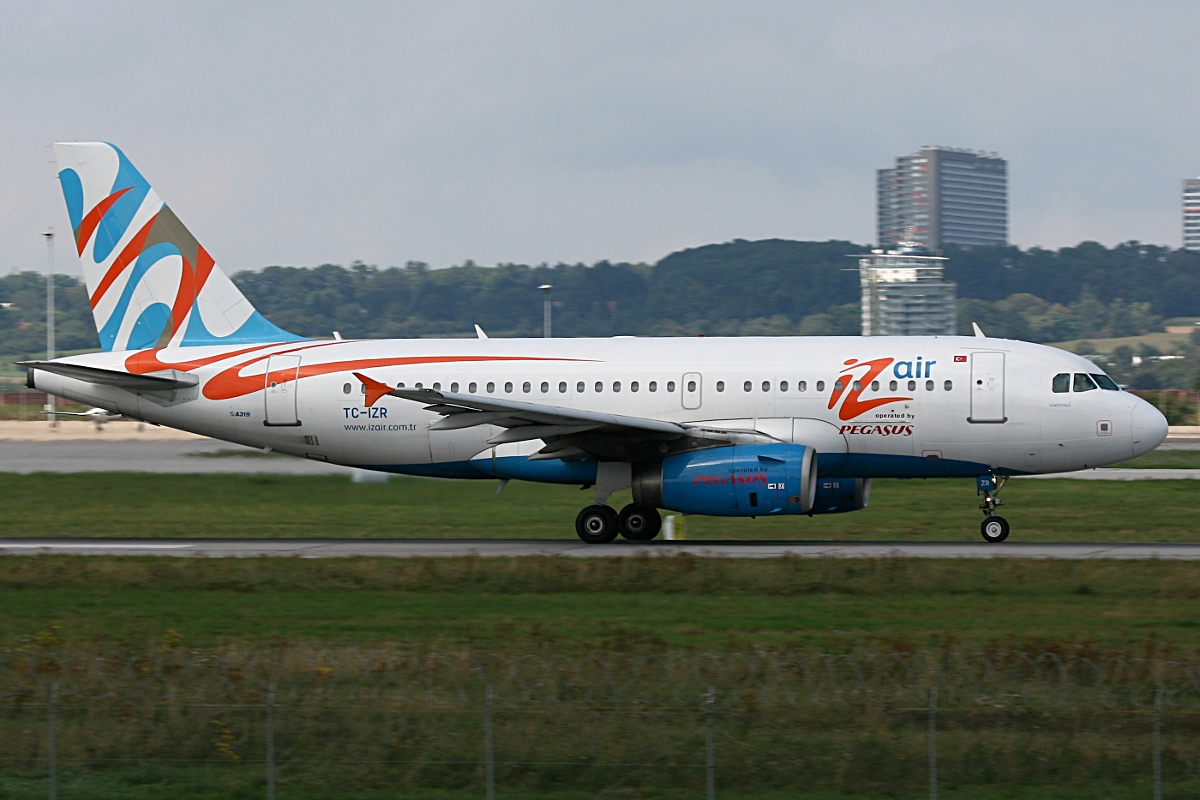
Airbus A319 IZair в Штутгартському аеропорту, Німеччина, 2009 рік. Цей літак був залучений в інцидент 2010 року у Франкфурті

Флот IZair на березень 2016 року):

## Події та інциденти
- 10 березня 2010 літак Airbus A319 компанії IZair, що виконував рейс номер 361 для Pegasus Airlines здійснив аварійну посадку у франкфуртському аеропорту через неполадки в носовій частині фюзеляжу. Покришки передніх шасі були пошкоджені. Злітно-посадкова смуга 07R/25L була закрита на 3 години[6].

## Зовнішні посилання
- Офіційний сайт (англ. мова)
- Офіційний сайт
- Флот IZair [Архівовано 12 березня 2007 у Wayback Machine.]